# Phacellodomus
A Phacellodomus a madarak (Aves) osztályának verébalakúak (Passeriformes) rendjébe és a fazekasmadár-félék (Furnariidae) családjába tartozó nem.

## Rendszerezésük
A nemet Heinrich Gottlieb Ludwig Reichenbach német botanikus és ornitológus írta le 1853-ban, az alábbi fajok tartoznak ide:
- Phacellodomus striaticeps
- Phacellodomus sibilatrix
- Phacellodomus inornatus[1] vagy Phacellodomus rufifrons inornatus[2]
- Phacellodomus rufifrons
- Phacellodomus ferrugineigula[1] vagy Phacellodomus erythrophthalmus ferrugineigula[2]
- Phacellodomus erythrophthalmus
- Phacellodomus ruber
- Phacellodomus striaticollis
- Phacellodomus dorsalis
- Phacellodomus maculipectus[1] vagy 	Phacellodomus striaticollis maculipectus[2]

## Előfordulásuk
Dél-Amerika területén honosak. Természetes élőhelyeik a szubtrópusi és trópusi esőerdők, száraz erdők, szavannák és cserjések, valamint emberi környezet.

## Megjelenésük
Testhosszuk 14-21 centiméter körüli.